# Rhynocoris leucospilus
Rhynocoris leucospilus är en insektsart som först beskrevs av Carl Stål 1859.  Rhynocoris leucospilus ingår i släktet Rhynocoris och familjen rovskinnbaggar. Inga underarter finns listade i Catalogue of Life.